# Selak
Selak je priimek več znanih Slovencev:
- Branko Selak (*1947), gospodarstvenik
- Franjo Selak (1847—1906), literarni zgodovinar, prevajalec in publicist
- Gregor Selak (*1989), paraplezalec
- Izidor Selak, športni delavec, prejemnik Bloudkove plakete
- Jernej Selak (1789—1866), politični upravni uradnik
- Josip Selak (1868—1950), gospodarstvenik, publicist in dramatik
- Kosta Jernej Selak (1893—1968), frančiškan, glasbenik
- Lucija Selak, pevka Ansambla Saša Avsenika
- Nika Selak, violončelistka

## Tuji nosilci
- Marija Selak Raspudić (*1982), hrvaška filozofinja bioetičarka in političarka (poslanka Sabora)
- Nina Selak (? - ?), hrvaška pevka med 2. svet. vojno
- Stanko Selak (1928 - 2015), glasbenik trobilec (bosansko-hrvaško-slovenski)